# Eyal Weizman
Eyal Weizman (Haifa, 26 juli 1970) is een Israëlisch architect.

## Leven
Weizman studeerde architectuur aan de Architectural Association in Londen. Hij behaalde zijn Ph.D. aan de London Consortium van het Birkbeck College. Hij was hoogleraar in de architectuur aan de Academie der Beeldende Kunsten in Wenen en werd rond 2007 directeur van het onderzoekscentrum voor architectuur aan het Goldsmiths College van de Universiteit van Londen.
Weizman werkt met verschillende niet-gouvernementele organisaties en mensenrechtenorganisaties in Israël en de Palestijnse Gebieden. Hij was een van de conservatoren van de tentoonstelling A Civilian Occupation, The Politics of Israeli Architecture, waarover hij het gelijknamige boek uitbracht. Dit leverde hem een verbanning op van het Israëlische Genootschap van Architecten.
Hij exposeerde in New York, Berlijn, Rotterdam, San Francisco, Malmö, Tel Aviv en Ramallah. Zijn artikelen werden wereldwijd gepubliceerd.
In 2007 richtte hij samen met Alessandro Petti en Sandi Hilal in Bethlehem het Decolonizing Architecture institute (DAi) op.

## Onderscheidingen
In 2006 werd hij onderscheiden met de James Stirling Memorial Lecture Prize.
Het Decolonizing Architecture institute, waarvan hij medeoprichter is, ontving in 2010 de Prins Claus Prijs.